# Olena Apanovičová
Olena Apanovičová (ukrajinsky Олена Михайлівна Апанович) (9. listopadu 1919 – 21. února 2000 Kyjev) byla ukrajinská historička, badatelka zabývající se Záporožskými kozáky. Byla nositelkou Antonovičovy ceny.

## Život
Olena Apanovičová se narodila v Melekeši v Simbirské gubernii (nyní Dimitrovgrad, Uljanovská oblast) v Rusku v rodině železničního úředníka. Její příbuzní vyprávějí, že matka porodila Olenu v železničním vagonu. Její otec pocházel z běloruského rolnického rodu (odtud běloruské příjmení Apanovič) a matka měla drobné polské šlechtické předky. Celé dětství strávila v Mandžusku na severovýchodě Číny, kde její otec pracoval. Její rodina byla z Číny deportována Japonci. V roce 1933 se usadili v Charkově, kde Olena dokončila střední školu. Olenina matka brzy zemřela.
V roce 1937 nastoupila na „Všesvazový institut žurnalistiky“ v Moskvě, ale škola byla brzy uzavřena a Apanovičová se vrátila do Charkova, kde krátce před začátkem druhé světové války absolvovala Pedagogický institut (fakultu ruského jazyka a literatury). Po začátku německé invaze byla evakuována do Kazachstánu a Baškirska. Od května 1944 pracovala Olena v Ústředním státním archivu Ukrajiny v Kyjevě jako badatelka a připravila k vydání řadu historických dokumentů.
V roce 1950 Apanovičová obhájila disertační práci na titul kandidáta věd o účasti záporožských kozáků v rusko-turecké válce v letech 1768–1774. Poté nastoupila do Historického ústavu Ukrajinské akademie věd jako přední odbornice na kozáctvo. V letech 1950–72 vedla archeologické expedice na místa spojená s historií záporožských kozáků, publikovala řadu vědeckých prací a vytvořila úplný rejstřík památek záporožských kozáků.
Od roku 1972, poté co byla z politických důvodů propuštěna z Historického ústavu, pracovala Apanovičová v Ústřední vědecké knihovně Ukrajinské akademie věd a významně přispěla k výzkumu rukopisů. Na počátku 80. let 20. století byla často zvána jako historická konzultantka pro dokumentární a hrané filmy o ukrajinských kozácích.